# Hexatoma (Eriocera) juxta
Hexatoma (Eriocera) juxta is een tweevleugelige uit de familie steltmuggen (Limoniidae). De soort komt voor in het Oriëntaals gebied.